# يان هيرمانسون
يان هيرمانسون (بالسويدية: Jan Hermansson)‏ هو لاعب آيكيدو ‏ سويدي، ولد في 15 مارس 1942، وتوفي في 18 فبراير 2019.

## معرض صور

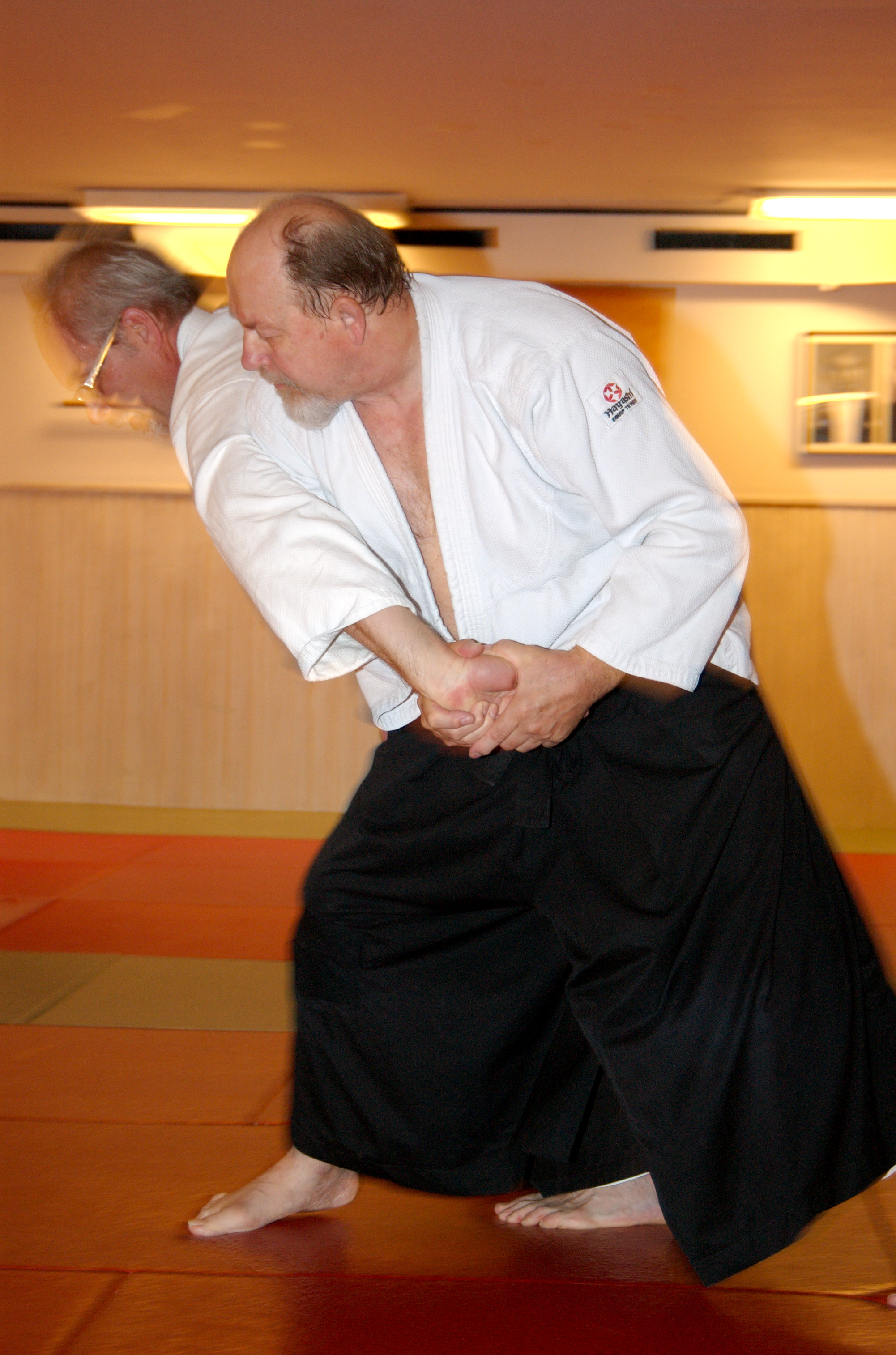
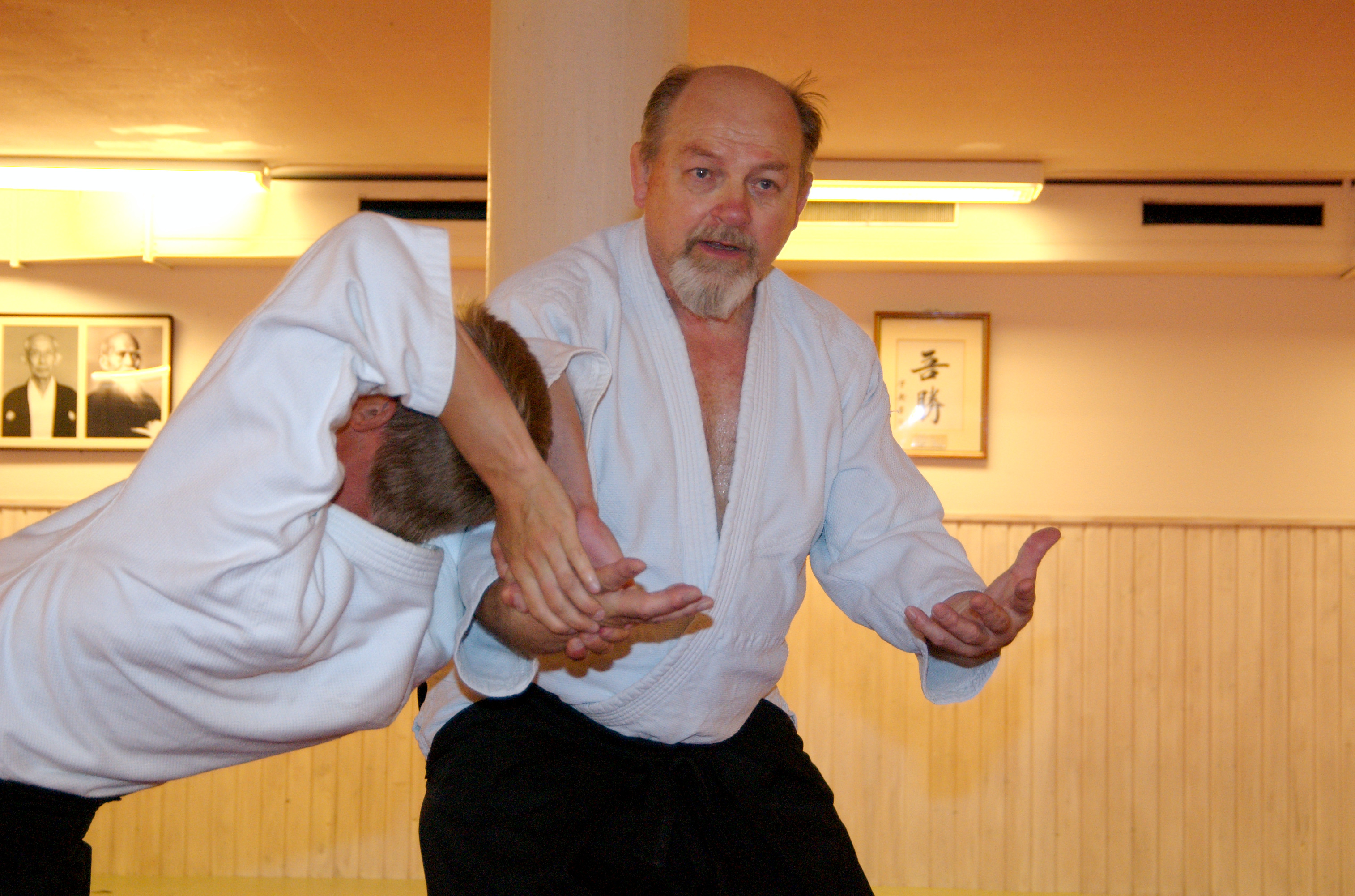
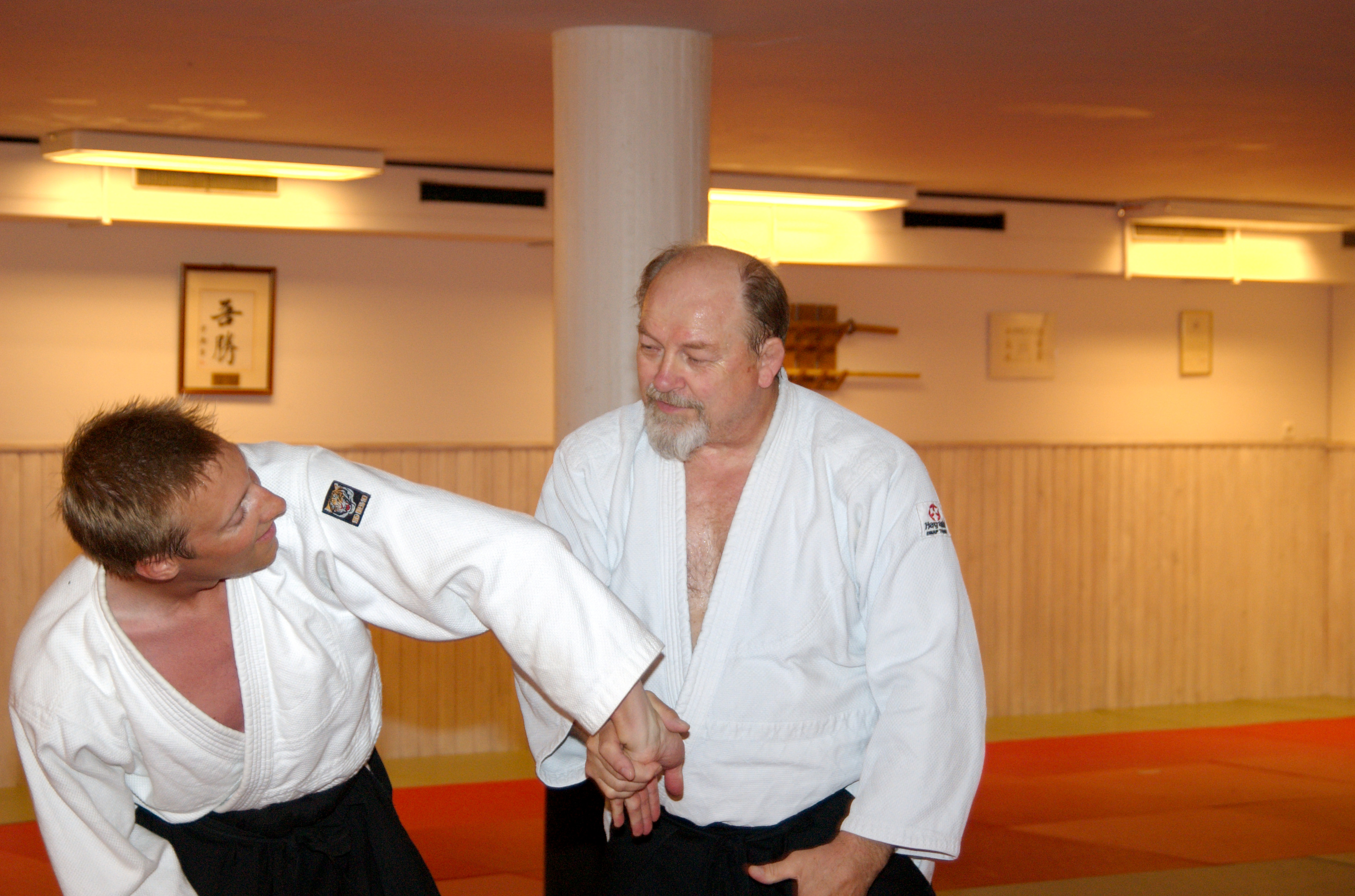
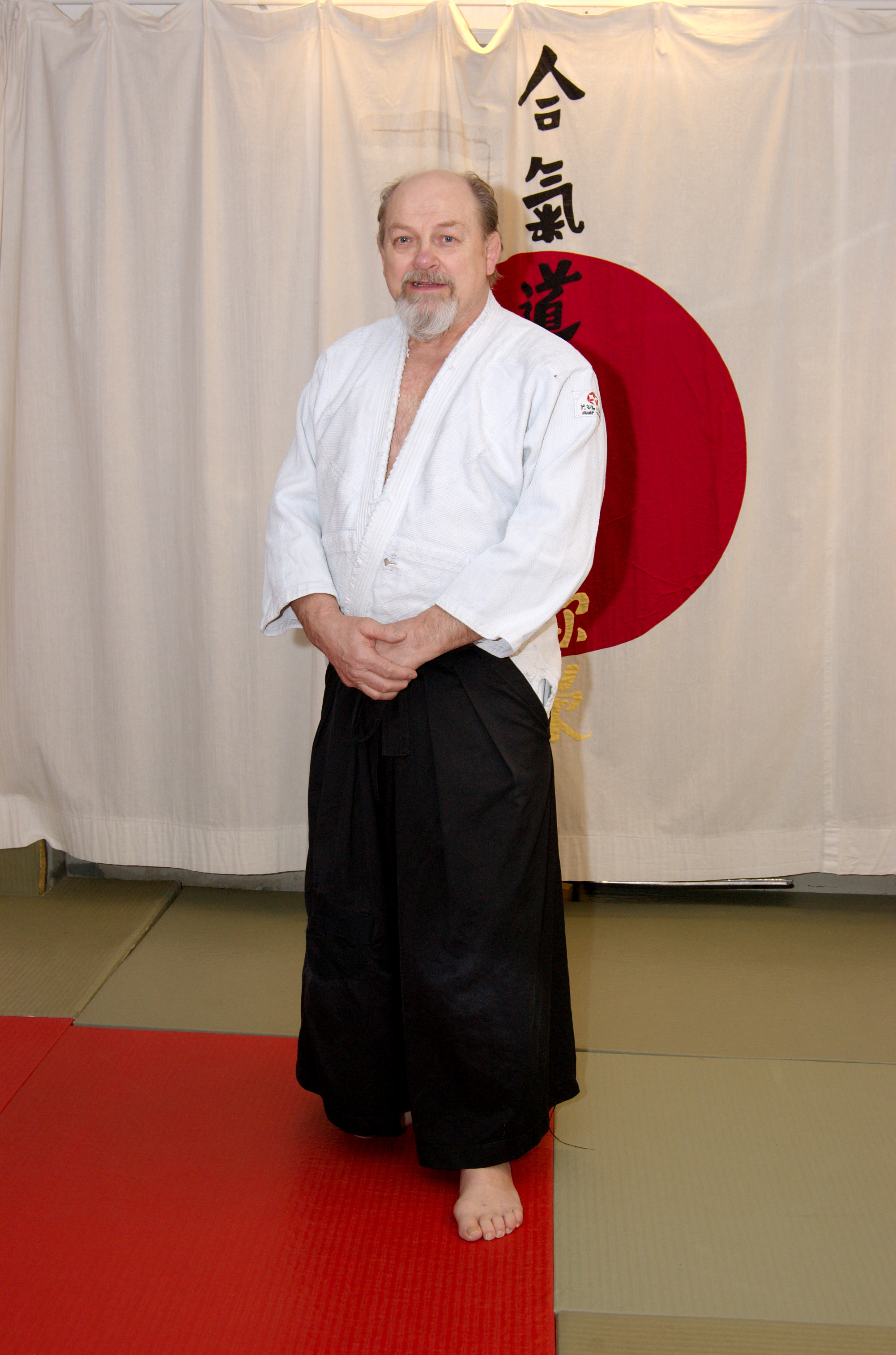